# Entchristlichung
|  | Dieser Artikel wurde aufgrund von akuten inhaltlichen oder formalen Mängeln auf der Qualitätssicherungsseite des Portals Christentum eingetragen. Bitte hilf mit, die Mängel dieses Artikels zu beseitigen, und beteilige dich bitte an der Diskussion. |

Unter Entchristlichung (oder Dechristianisierung) versteht man einen Verlust an normativer Wirkungskraft des Christentums in Bereichen, wo dessen Wertvorstellungen zuvor eine – oft nicht hinterfragte – Grundlage bildeten. Dabei kann es um eine Verweltlichung und Säkularisierung gehen, aber auch um eine Ersetzung durch nicht-christliche Weltanschauungen und Religionen. Im Unterschied zum Begriff der Entchristianisierung ist Entchristlichung nicht allein auf eine bestimmte historische Periode wie die Französische Revolution bezogen, sondern bezeichnet ein allgemeines Phänomen. 

## Begriffsgeschichte
Die erste Verwendung des Begriffs Entchristlichung geht vermutlich auf den Historiographen Jules Michelet (1798–1874) zurück, der von der „Entchristlichung der lateinischen Wurzeln“ sprach.
Unter anderem durch Friedrich Wilhelm Graf und Hartmut Lehmann wird die früher auch durch Historiker häufig gebrauchte Gleichung Entkirchlichung = Entchristlichung = Säkularisierung als oberflächlich und einseitig abgelehnt. Es handelt sich weder um deckungsgleiche Begriffe, noch sind sie für sich genommen neutral.
Der Begriff findet sich literarisch erst wieder gehäuft seit Ende der 1970er Jahre als spezifizierende soziologisch-historische Beschreibung des meist mit dem Zeitraum 1750 bis 1900 angegebenen Säkularisierungsprozesses in Europa. Indem die christlichen Traditionen für das existenzielle Selbstverständnis wie für die gesamtkulturelle Gestaltung ihre Bedeutung und Allgemeinverbindlichkeit verlieren, führt der Säkularisierungsprozess nach Ansicht von Erwin Fahlbusch zur „Entchristlichung“ beziehungsweise „Entkirchlichung“; die ihn begleitende Rationalisierung aller Lebensbereiche bringt die „Entzauberung der Welt“ mit sich.